# Муравьиная кислота
Муравьи́ная кислота́ (мета́новая кислота́, химическая формула — CH2O2 или HCOOH) —  cлабая химическая органическая кислота, возглавляющая класс предельных одноосновных карбоновых кислот.
При стандартных условиях муравьиная кислота — это бесцветная жидкость с резким запахом.
Соли и анионы муравьиной кислоты называются формиа́тами.

## История и нахождение в природе
Муравьиная кислота обязана своим названием рыжим лесным муравьям (Formica rufa), из которых впервые была выделена в 1670 году английским натуралистом Джоном Реем. В природе она обнаружена в едких выделениях и других муравьёв, а также медуз, пчёл и т. п., в хвое, крапиве, фруктах.
В больших количествах муравьиная кислота образуется в качестве побочного продукта при жидкофазном окислении бутана и лёгкой бензиновой фракции в производстве уксусной кислоты. Муравьиную кислоту получают также гидролизом формамида (~35 % от общего мирового производства); процесс состоит из нескольких стадий: карбонилирование метанола, взаимодействие метилформиата с безводным NH3 и последующий гидролиз образовавшегося формамида в присутствии 75%-й H2SO4. Иногда используют прямой гидролиз метилформиата (реакцию проводят в избытке воды или в присутствии третичного амина), гидратацию СО в присутствии щёлочи (кислоту выделяют из соли действием H2SO4), дегидрогенизацию метанола в паровой фазе в присутствии катализаторов, содержащих Cu, а также Zr, Zn, Cr, Mn, Mg и др. (метод не имеет промышленного значения).

## Физические и химические свойства
При стандартных условиях муравьиная кислота представляет собой резко пахнущую бесцветную жидкость. Растворима в ацетоне, бензоле, глицерине, толуоле. Смешивается с водой, диэтиловым эфиром, этанолом.
Константа диссоциации: Ka = 1,772⋅10−4.
Муравьиная кислота кроме кислотных свойств проявляет также некоторые свойства альдегидов, в частности, восстановительные. При этом она окисляется до углекислого газа. Например:
{\displaystyle {\mathsf {2KMnO_{4}+5HCOOH+3H_{2}SO_{4}\rightarrow K_{2}SO_{4}+2MnSO_{4}+5CO_{2}+8H_{2}O}}}
При нагревании с сильными водоотнимающими средствами (H2SO4 (конц.) или P4O10) разлагается на воду и моноксид углерода — лабораторный способ получения CO (угарный газ):
{\displaystyle {\ce {HCOOH ->[H_2SO_4 or P_4O_{10}, t] H_2O + CO}}}
Проявляет свойства альдегидов, реагируя с аммиачным раствором оксида серебра (реактивом Толленса) — реакция серебряного зеркала:
{\displaystyle {\mathsf {HCOOH+2[Ag(NH_{3})_{2}]OH\rightarrow 2Ag+(NH_{4})_{2}CO_{3}+2NH_{3}+H_{2}O}}}
Проявляет все свойства одноосновных карбоновых кислот:
Образует формиаты с металлами:
{\displaystyle {\mathsf {HCOOH+KOH\rightarrow HCOOK+H_{2}O}}}
{\displaystyle {\mathsf {2HCOOH+CaCO_{3}\rightarrow (HCOO)_{2}Ca+H_{2}O+CO_{2}}}}
Со спиртами образует сложные эфиры:
{\displaystyle {\mathsf {HCOOH+CH_{3}OH\rightarrow HCOOCH_{3}+H_{2}O}}}

## Получение
1. Побочный продукт в производстве уксусной кислоты жидкофазным окислением бутана.
2. Окисление метанола:
{\displaystyle {\mathsf {CH_{3}OH\rightarrow HCHO\rightarrow HCOOH}}}.
3. Реакцией монооксида углерода с гидроксидом натрия:
{\displaystyle {\mathsf {NaOH+CO\rightarrow HCOONa\rightarrow HCOOH}}}
Это основной промышленный метод, который осуществляют в две стадии: на первой стадии монооксид углерода под давлением 0,6—0,8 МПа пропускают через нагретый до 120—130 °C гидроксид натрия; на второй стадии проводят обработку формиата натрия серной кислотой и вакуумную перегонку продукта.
4. Разложением глицериновых эфиров щавелевой кислоты. Для этого нагревают безводный глицерин со щавелевой кислотой, при этом отгоняется вода и образуются щавелевые эфиры. При дальнейшем нагревании эфиры разлагаются, выделяя углекислый газ, при этом образуются муравьиные эфиры, которые после разложения водой дают муравьиную кислоту и глицерин.

## Безопасность
Муравьиная кислота — это естественный продукт клеточного метаболизма. Она образуется при расщеплении некоторых аминокислот, а также из метанола и формальдегида.
При попадании в организм человека муравьиная кислота быстро метаболизируется и выводится организмом. Вследствие хорошей растворимости муравьиная кислота легко всасывается, в том числе через кожу и слизистые оболочки.
Она является нормальной составной частью крови и тканей человека, а также играет важную роль в обмене веществ при переносе С1-фрагментов. Меньшая часть введённой в организм муравьиной кислоты выводится с мочой в неизменённом виде, а большая подвергается метаболизму. Период полураспада муравьиной кислоты в плазме крови человека после орального введения формиата натрия составляет около 45 минут.
Ежедневный приём человеком 0,5 г муравьиной кислоты (что соответствует 8 мг на 1 кг массы тела) в течение 4 недель не оказывает заметного действия.
Опасность муравьиной кислоты зависит от концентрации. Согласно классификации Европейского союза, концентрация до 10 % обладает раздражающим эффектом, больше 10 % — разъедающим.
При контакте с кожей 100%-я жидкая муравьиная кислота может вызывать сильные химические ожоги. Попадание даже небольшого её количества на кожу причиняет сильную боль, поражённый участок сначала белеет, как бы покрываясь инеем, потом становится похожим на воск, вокруг него появляется красная кайма. Кислота легко проникает через жировой слой кожи, поэтому промывание поражённого участка раствором соды необходимо произвести немедленно. Контакт с концентрированными парами муравьиной кислоты может привести к повреждению глаз и дыхательных путей. Случайное попадание внутрь даже разбавленных растворов вызывает явления тяжёлого некротического гастроэнтерита.
Муравьиная кислота оказывает мутагенное действие на насекомых, например рода Drosophila, и на некоторые микроорганизмы, но не на клетки млекопитающих. Муравьиная кислота и формиаты нетератогенны и неканцерогенны.
Добавление 0,5—1 % муравьиной кислоты к питьевой воде замедляет рост крыс и наносит вред их внутренним органам.

## Охрана труда
По российским гигиеническим нормативам, ПДК в воздухе рабочей зоны равна 1 мг/м3 (максимальная разовая). Может попадать в организм при вдыхании. Порог восприятия запаха может достигать 453 мг/м3.

## Применение
В основном муравьиную кислоту используют как консервирующий и антибактериальный агент при заготовке корма. Муравьиная кислота замедляет процессы гниения и распада, поэтому сено и силос, обработанные ею, дольше сохраняются. Муравьиная кислота также используется в протравном крашении шерсти, для борьбы с паразитами в пчеловодстве, как растворитель в некоторых химических реакциях.
Зарегистрирована в качестве пищевой добавки под обозначением E236.
Применяется для получения формиатов, используемых для улучшения свойств бетона.
В лабораториях используют разложение жидкой муравьиной кислоты под действием горячей концентрированной серной кислоты либо пропускают муравьиную кислоту над оксидом фосфора P2O5 для получения монооксида углерода.
В медицине используется для приготовления растворов пермуравьиной кислоты («первомур», или рецептура «С-4» (смесь перекиси водорода и муравьиной кислоты)). Первомур используют в хирургии в качестве предоперационного антисептического средства, в фармацевтической промышленности для дезинфекции оборудования.

## Производные муравьиной кислоты
Соли и эфиры муравьиной кислоты называют формиатами.

## Дополнительные источники
- Будковская Н. Г. Муравьиная кислота // Большая медицинская энциклопедия : в 30 т. / гл. ред. Б. В. Петровский. — 3-е изд. — М. : Советская энциклопедия, 1981. — Т. 16 : Музеи — Нил. — С. 22. — 512 с. : ил.